# Амас, Александр Семёнович
Александр Семёнович Амас (настоящая фамилия Амирбеков; 1904, Тифлис, Тифлисский уезд, Тифлисская губерния, Российская империя — 10 мая 1938, Куйбышев, РСФСР, СССР) — советский государственный и партийный деятель.

## Биография
Родился 1 мая 1904 года в Тифлисе в семье плотника железнодорожных мастерских. По другим данным, год рождения — 1903. 
Участник молодёжного коммунистического движения в Грузии. Член РСДРП(б) с июня 1917 года.
Один из руководителей комсомола Грузинской и Азербайджанской ССР в начале 1920-х гг.
Ответственный секретарь Абхазского областного комитета КП(б) Грузии (1928—1929).
Начальник Особой инспекции питания при Президиуме Мосгорисполкома (7 декабря 1931 — 25 июня 1932).
Секретарь Куйбышевского городского комитета ВКП(б) (1934 — июль 1937).
Обвинён в участии в 1923 году в оппозиционной группировке национал-уклонистов (Мдивани, Цинцадзе, Окуджава).
27 июля 1937 года арестован. 10 мая 1938 года выездной сессией ВКВС СССР приговорён к расстрелу. В тот же день расстрелян.
19 ноября 1955 года реабилитирован за отсутствием состава преступления.

## Семья
Жена,  Поляк Ольга Исаевна, 15 октября 1937 года арестована. Приговорена ОС НКВД СССР к 8 годам концлагерей.